# 죽음의 경주
《죽음의 경주》(영어: Death Race 2000)는 1975년 개봉한 미국의 디스토피아 SF 액션 영화로, 폴 바텔이 감독하고, 데이비드 캐러딘, 시몬 그리퍼스, 실베스터 스탤론 등이 출연하였다. 이 영화의 배경은 서기 2000년 반이상향의 미국 사회로, 대륙을 횡단하는 살인 로드레이스가 국가적 오락물이 되어 있다. 이브 멜키어의 동명 단편 소설이 원작이다.
컬트 영화화되었으며, 리메이크 《데스 레이스》(2008), 속편 《데스 레이스 2050》(2017)이 있다.

## 출연진
- 데이비드 캐러딘 - 프랑켄슈타인 역
- 시몬 그리퍼스 - 애니 스미스 역
- 실베스터 스탤론 - 조 "머신 건" 비터보 역
- 메리 워로노프 - 제인 "컬래미티 제인" 켈리 역
- 로버타 콜린스 - 머틸다 "더 헌" 역
- 마틴 코브 - 레이 "니로 더 히로" 로너건 역
- 루이자 모리츠 - 마이라 역
- 돈 스틸 - 주니어 브루스 역
- 조이스 제임슨 - 그레이스 팬더 역
- 해리엇 메딘 - 토머시나 페인 역
- 빌 모리 - 디컨 역
- 프레드 그랜디 - 헤르만 "더 저먼" 보흐 역
- 윌리엄 셰퍼드 - 피트 역
- 레슬리 매크레이 - 클리어패트라 역
- 샌디 이뇬 - FBI 요원 역
- 존 랜디스 - 정비공 역
- 로저 룩 - 방송 기사 역

## 기타 제작진
- 협력 제작: 짐 웨더릴
- 의상: 제인 럼